# Big Lake (série télévisée)
Pour les articles homonymes, voir Big Lake.
Big Lake est une sitcom américaine en dix épisodes de 21 minutes créée par Lew Morton et diffusée du 17 août au 14 septembre 2010 sur la chaîne Comedy Central.
Cette série est inédite dans tous les pays francophones.

## Synopsis
Après avoir perdu son emploi de banquier, Josh est contraint de retourner vivre chez ses parents à Big Lake, en Pennsylvanie. Il promet de récupérer l'argent perdu et de rembourser ses parents. Dans sa ville natale, il retrouve Glenn, son ami d'enfance, et Mr Henkel, son professeur préféré du collège. Chaque semaine, les trois hommes se réunissent et inventent des stratagèmes qui leur permettraient de l'argent facilement ; mais ceux-ci sont si ridicules qu'ils échouent lamentablement à chaque fois.

## Distribution
- Chris Gethard (en)[3] : Josh Franklin, un homme d'affaires de Wall Street qui perd son emploi et son argent et retourne vivre chez ses parents ;
- Horatio Sanz (en)[3] : Glenn Cordoba, le meilleur ami d'enfance de Josh sorti de prison il y a peu ;
- Chris Parnell[3] : Chris Henkel, le professeur préféré de Josh, même s'il ne se rappelle plus l'avoir eu comme élève. Bien qu'il soit professeur d'Histoire, il abhorre cette matière et déteste son métier. Il est également « député-maire » (Deputy Mayor) de Big Lake ;
- Deborah Rush[1] : Linda Franklin, la mère de Josh. D'un tempérament très joyeux, elle est addicte aux pilules minceur, ce qui la rend souvent inconsciente de son environnement ;
- Dylan Blue[1] : Jeremy Franklin, le petit frère de Josh qui n'est pas aussi innocent qu'il veut le faire croire. Il participe vraisemblablement à des activités délictueuses.
- James Rebhorn[1] : Carl Franklin, le père de Josh. Il méprise son fils car celui-ci a perdu son emploi et son argent.

## Production
À l'instar des séries House of Payne (en) et Meet the Browns (en) de Tyler Perry, les dix épisodes de Big Lake sont d'abord tournés sur commande de Comedy Central, avec possibilité de prolongation du contrat pour 90 épisodes supplémentaires. Toutefois, Comedy Central refuse de prolonger le contrat pour une deuxième saison.

## Liste des épisodes
| №  | Titre                         | Première diffusion | Code de prod. |
| -- | ----------------------------- | ------------------ | ------------- |
| 1  | Josh Comes Home               | 17 août 2010       | 101           |
| 2  | Lee Harvey Osworld            | 17 août 2010       | 108           |
| 3  | Fad Diet                      | 24 août 2010       | 105           |
| 4  | Chris Moves In                | 24 août 2010       | 109           |
| 5  | Josh Goes to Work             | 31 août 2010       | 110           |
| 6  | Jeremy Gets Caught            | 31 août 2010       | 102           |
| 7  | Therapy                       | 7 septembre 2010   | 104           |
| 8  | Chris is Mayor for 24 Minutes | 7 septembre 2010   | 103           |
| 9  | Chris Falls in Love           | 14 septembre 2010  | 106           |
| 10 | The Interview                 | 14 septembre 2010  | 107           |